# فيكتور سيكورا
فيكتور سيكورا (11 أبريل 1978 بديفينتر في هولندا - ) هو لاعب كرة قدم هولندي وبولندي في مركز الوسط. شارك مع منتخب هولندا تحت 21 سنة لكرة القدم ومنتخب هولندا لكرة القدم. أما مع النوادي، فقد لعب مع أياكس أمستردام وغو أهد إيغلز وفيتيسه آرنهم ونادي برث غلوري ونادي دالاس ونادي هيرنفين وناك بريدا.

## مسيرته الكروية
لعب فيكتور سيكورا خلال مسيرته الاحترافية مع 7 أندية في تسعة عشر موسمًا وسجل خلالها 70 هدف ضمن 325 مباراة. ولم يفز بأي موسم بالكأس وفاز في موسم واحد بالدوري.
خاض فيكتور سيكورا مسيرته مع نادي غو أهد إيغلز في موسم 1994–95 ليلعب معه خمسة مواسم، مشاركًا في 107 مباراة سجل خلالها 34 هدفًا. ثم انتقل إلى نادي فيتيسه آرنهم في موسم 1999–00 واستمر معه طيلة ثلاثة مواسم، حيث شارك في 84 مباراة سجل خلالها 20 هدف. لينتقل بعدها إلى نادي أياكس أمستردام في موسم 2002–03 ولمدة موسمين، مشاركًا في 44 مباراة سجل خلالها 7 أهداف. ثم انتقل إلى نادي هيرنفين في موسم 2004–05 لمدة موسم واحد، مشاركًا في 19 مباراة سجل خلالها هدفًا واحدًا. هذا وانتقل لاحقًا إلى نادي ناك بريدا في موسم 2005–06 واستمر معه طيلة ثلاثة مواسم، مشاركًا في 43 مباراة سجل خلالها 3 أهداف. ثم انتقل بعدها إلى نادي دالاس ما بين عامي 2008 و2009 لمدة موسم واحد، مشاركًا في 5 مباريات سجل خلالها هدفًا واحدًا. ليعود وينتقل من جديد، لكن هذه المرة إلى نادي برث غلوري في موسم 2008–09 ليلعب معه أربعة مواسم، مشاركًا في 23 مباراة سجل خلالها 4 أهداف.

## روابط خارجية
- فيكتور سيكورا على موقع الدوري الأمريكي (الإنجليزية)
- فيكتور سيكورا على موقع قاعدة بيانات كرة القدم.إي يو (الإنجليزية)
- فيكتور سيكورا على موقع ناشيونال فوتبول تيمز (الإنجليزية)
- فيكتور سيكورا على موقع عالم كرة القدم.نت (الإنجليزية)